# モンブラン (マジシャン)
モンブラン（1985年2月21日 - ）は、日本のプロマジシャン。本名、後藤 良行。
芸能事務所「マジックビスケット」代表。
趣味はダーツ・陶器の収集・激辛料理の食べ歩き・好きな音楽はHIPHOP。スパイシー後藤という名で激辛食べ歩きのブログを書いていた。
師匠はプロマジシャンのアンディ先生。
栃木県那須塩原市（旧西那須野町）生まれ、那須塩原市立三島中学校、矢板中央高等学校卒業。
栃木弁でマジックを行う。スプーン曲げを得意としている。マジックショーでは、モンちゃんと呼ばれている。
過去にClub atom（東京都渋谷区）にレギュラー出演していた。
とちぎテレビの『ろっく とぅざ ふゅーちゃー』で、将来の夢は、ラスベガスにシアターを持つ事、と語る。

## 経歴
中学3年生の頃に図書室で見つけた「忍術の本」によりマジックと出会い練習を始める。
高校3年生の頃ある小学生との出来事がきっかけとなりプロのマジシャンを志す。
20歳の頃よりダーツバーを拠点にマジックの活動を広める。地元新聞「下野新聞」に活動内容を取材、掲載される。
2008年
プロのマジシャンとしてデビュー、活動の拠点を東京へ移す。
2009年
若者から大きな支持を受ける渋谷の「CLUB ATOM」(現 ATOM TOKYO)にてレギュラー出演。
プロマジシャン・アンディ先生のマジックショーに感銘を受け弟子入りを志願、(有)マジックファクトリーへ所属する。
皆に親しまれるように、そして高みを目指すという意味を込め芸名を「モンブラン」に変更。愛称は「モンちゃん」。
2011年
とちぎテレビの番組「ろっくとぅざふゅーちゃー」に東京で活躍する栃木県出身のマジシャンとして出演。
2014年
2014髙橋真梨子コンサート「Adultica」にてバックバンド(ヘンリーバンド)メンバーのマジックコーディネートを行う。
2017年
約8年所属したマジックファクトリーより独立し、「MAGIC BISCUIT」を設立。
2017年１０月
マジックバー「マジックバーオールウェイズ」を運営開始。
事務所名を「MAGIC BISCUIT」から「マジックビスケット」へ変更。

## 出演
- テレビ出演
  - 2011年 - 『ろっくとぅざふゅーちゃー』（とちぎテレビ）

- 舞台
  - モンブランのマジックショー「モンちゃんパゥワ〜!」

## その他
2014髙橋真梨子コンサート　Adultica　バンドメンバーのマジックコーディネートを担当

## エピソード
中学生の頃、授業を抜け出して入った図書室で見つけた「忍術の本」でマジックと出会う。
高校生の頃、実家が営んでいる駄菓子屋（ごとう文具店）に来た小学生の男の子に、10円玉を消すマジックを見せると、その男の子が、次の日に多数の友達を連れてきて、たちまち人だかりとなってしまう。その子ども達のキラキラした目を見て、マジシャンになろうと決意する。(アンディ先生 公式ブログより)